# Зурер, Кристина
Кристина Бёнцли-Зурер-Томчик (нем. Christina Bönzli Surer Tomczyk) или просто Кристина Зурер (26 марта 1974, Базель, Швейцария) — швейцарская автогонщица, телеведущая и фотомодель.

## Биография
Кристина впервые приняла участие в сравнительно серьёзном автоспортивном соревновании в 1994 году — в картинговом первенстве Швейцарии. Постепенно к периодическим стартам в таких соревнованиях добавилось обучение в школах водительского мастерства в Германии и Бельгии, после которого Зурер стала пробовать себя во всё более серьёзных стартах: выйдя на старт ряда региональных ралли, попробовав себя в полулюбительских кузовных сериях, проехав несколько гонок в рамках «24 часов Нюрбургринга» и ряда менее престижных стартов на этой немецкой трассе. Погружённость в автоспортивный мир через какое-то время привела и к изменениям в личной жизни, где Кристина была замечена в близких отношениях с различными местными деятелями: в 1997—2000 годах она была замужем за швейцарцем Марком Зурером, а в 2012 году оформила свои отношения с немцем Мартином Томчиком, от которого в феврале следующего года родила своего первенца — дочь Эмили Грейс.
Помимо гоночной деятельности, швейцарка проявляла себя и в модельном бизнесе: с десяти лет регулярно принимая участия в различных фотосессиях, а в 1993 году став финалисткой конкурса красоты «Мисс Швейцария». В дальнейшем ко всему этому добавилась и работа на околоавтомобильных программах на телевидении, где Зурер весьма пригодились её погружённость в автоспортивный мир, а также знание ряда европейских языков, помимо немецкого: некоторое время она играла роль репортёра на пит-лейне во время англоязычных трансляций главного кузовного первенства региона — серии DTM. Определённая популярность, полученная при этой деятельности, привела к съёмке в 2005 году в немецкой версии журнала Playboy.
Кроме этого Кристина имеет и «гражданскую» профессию: в начале 1990-х годов она успела получить диплом медсестры.

## Статистика результатов в моторных видах спорта
| 2002 | Немецкий кубок Alfa Romeo 147   | н/д                  | н/д | н/д | н/д | н/д | 41  | 18-я |
| 2003 | SpeedWomen Cup                  | н/д                  | н/д | н/д | н/д | н/д | 41  | 11-я |
| 2004 | Немецкий суперкубок SEAT León   | н/д                  | 16  | 0   | 0   | 0   | 31  | 19-я |
| 2004 | Mini Challenge Deutschland      | н/д                  | н/д | н/д | н/д | н/д | н/д | 26-я |
| 2004 | 24 часа Нюрбургринга (класс A6) | Pirelli Competizioni | 1   | 0   | 0   | 0   |     | 5-я  |
| 2005 | Немецкий суперкубок SEAT León   | SEAT Deutschland     | 8   | 0   | 0   | 0   | 0   | НК   |
| 2006 | Немецкий суперкубок SEAT León   | VIP SEAT Deutschland | 5   | 0   | 0   | 0   | 0   | НК   |
| 2007 | Немецкий суперкубок SEAT León   | SEAT Deutschland     | 4   | 0   | 0   | 0   | 0   | НК   |
| 2008 | Немецкий суперкубок SEAT León   | SEAT Deutschland     | 6   | 0   | 1   | 0   | 0   | НК   |
| 2009 | Немецкий суперкубок SEAT León   | SEAT Deutschland     | 4   | 0   | 0   | 0   | 0   | НК   |
| 2010 | Немецкий суперкубок SEAT León   | SEAT Deutschland     | 4   | 0   | 0   | 0   | 0   | НК   |
| 2011 | Немецкий суперкубок SEAT León   | SEAT Deutschland     | 2   | 0   | 0   | 0   | 0   | НК   |